# Elisabeth Klinikum Schmalkalden
Das Elisabeth-Klinikum Schmalkalden ist ein Krankenhaus mit regionalem Versorgungsauftrag mit Sitz in Schmalkalden, Thüringen. Gemeinsam mit den ebenfalls im Gebäude des Klinikums befindlichen medizinischen Einrichtungen, wie dem Dialysezentrum Schmalkalden und dem MVZ Schmalkalden, bildet es mit seinen acht Fachabteilungen ein kleines Gesundheitszentrum.

## Geschichte
Das Elisabeth-Klinikum Schmalkalden wurde im Jahr 1945 nach dem Zweiten Weltkrieg als Regionalkrankenhaus eröffnet und um die Innere Abteilung im Rötweg erweitert. 1990 wurde das Haus Eigenbetrieb des Kreises Schmalkalden und ab 1994 des Landkreises Schmalkalden-Meiningen, 1993 erfolgte die Gründung zur gemeinnützigen GmbH. 2011 erhielt die bis dahin als Kreiskrankenhaus bezeichnete Klinik den Namen „Elisabeth-Klinikum Schmalkalden“. Heute ist das Krankenhaus in die Struktur der Kreiswerke Schmalkalden-Meiningen GmbH eingebunden.

## Daten und Einrichtungen
Das Elisabeth-Klinikum Schmalkalden hat 164 Betten und beschäftigt etwa 300 (Stand: 2022) Mitarbeiter. Es ist damit einer der größten Arbeitgeber der Stadt Schmalkalden. Hier werden im Jahresdurchschnitt 28.500 Patienten behandelt, davon rund 8500 stationär.

### Kliniken und Fachbereiche

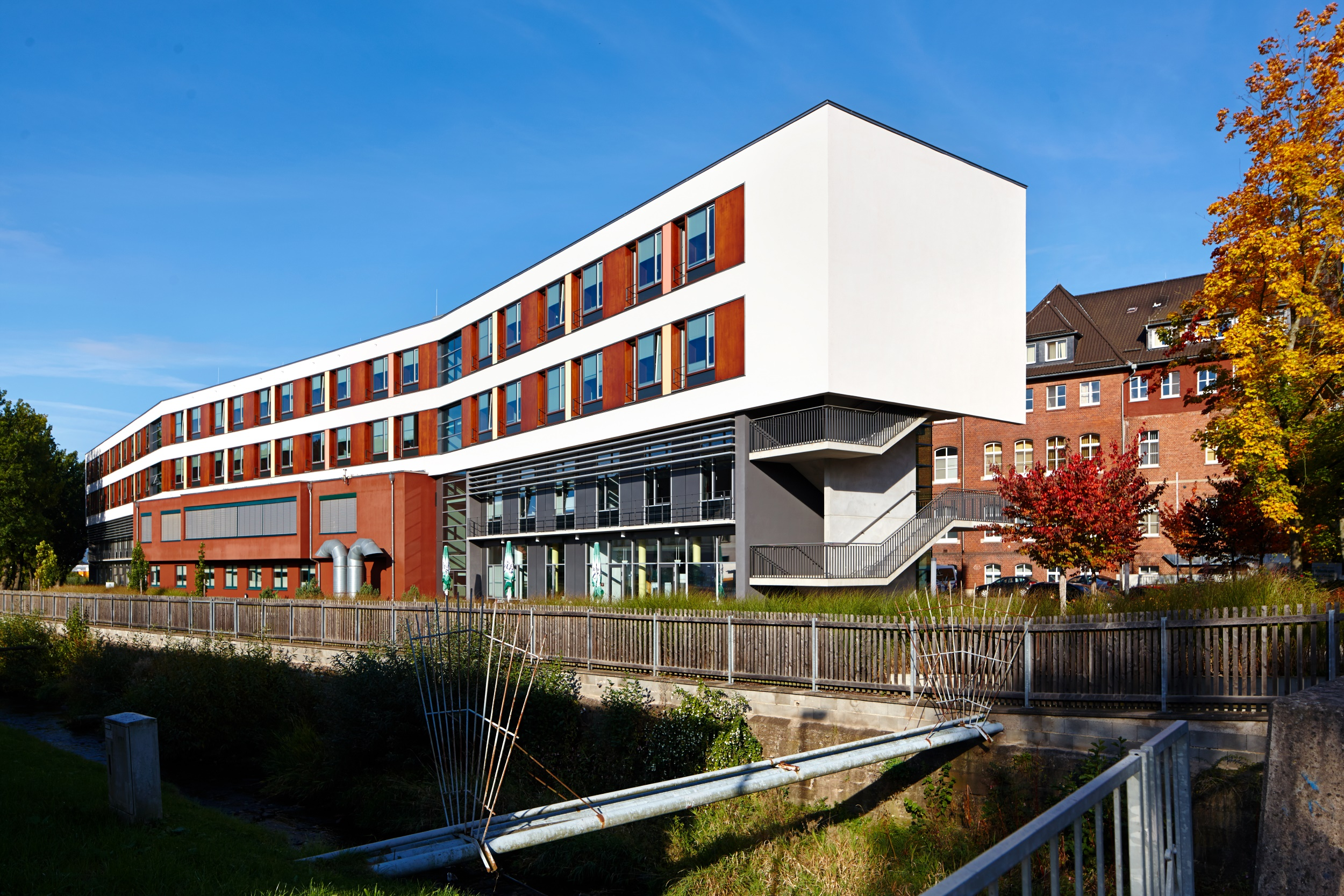
Das Elisabeth Klinikum Schmalkalden

Das Klinikum unterhält sechs Fachbereiche, darunter befindet sich eine Belegabteilung.
- Allgemein- und Visceralchirurgie
- Anästhesie und Intensivtherapie
- Innere Medizin I und II (Schwerpunkt Gastroenterologie, hämatologische Onkologie und Kardiologie)
- Orthopädie und Unfallchirurgie
- Frauenheilkunde (Belegabteilung)
- Palliativmedizin

### Medizinische Zentren
- Darmzentrum Schmalkalden-Zella-Mehlis
- Traumazentrum

### Einrichtungen und Einmieter
- Medizinisches Versorgungszentrum
- Praxis für Radiologie
- Praxis für Chirurgie